# Ugrosaurus olsoni
L'ugrosauro (Ugrosaurus olsoni) era un dinosauro scoperto in strati del Cretaceo superiore degli Stati Uniti, noto solo attraverso pochi frammenti e descritto per la prima volta da Cobabe e Fastovsky nel 1987. 
Dalle scarse ossa fossili ritrovate, questo dinosauro sembrerebbe essere stato un grande ornitischio erbivoro, lungo forse 9 metri, appartenente alla famiglia dei ceratopsidi, i pesanti quadrupedi cornuti e dotati di becco e gorgiera ossea, caratteristici della fase finale del Cretaceo. L'Ugrosauro, in particolare, è molto simile al più noto Triceratops, e forse congenerico: l'unica possibile differenza tra i due è che il primo non possedeva un vero e proprio corno nasale, ma solo una protuberanza ossea, mentre le due corna sopraorbitali dovevano essere ugualmente imponenti.